# Laura Kloos

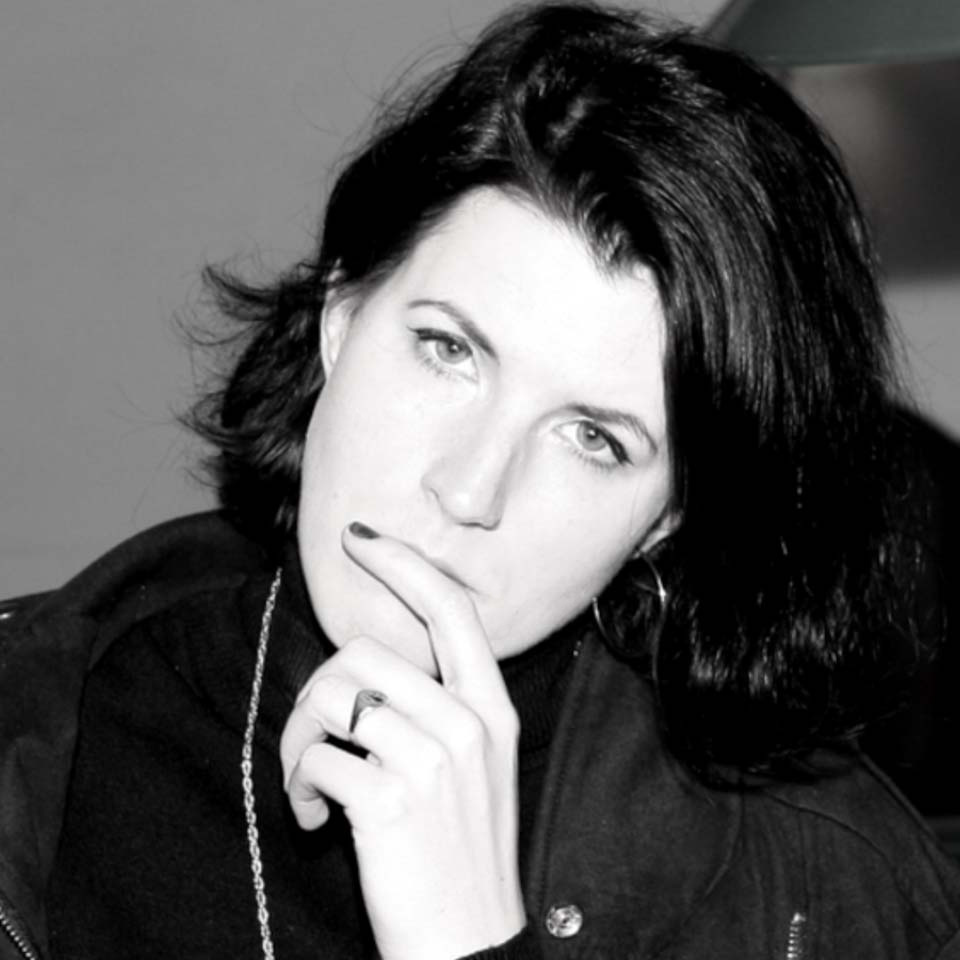
Laura Kloos

Laura Kloos (* 6. Mai 1990 in Pirmasens) ist eine deutsche Singer-Songwriterin.

## Leben
Laura Kloos studierte Singer-Songwriter an der Popakademie Baden-Württemberg in Mannheim. Solo, akustisch mit Pianist und Gitarrist oder mit kompletter Rockband hatte sie bis Anfang 2019 über 300 Liveauftritte, unter anderem mit BAP, Philipp Poisel, Glasperlenspiel, Mark Forster, Joris und Max Giesinger. Sie war Teilnehmerin von Rock im Quadrat, schaffte es bis in vorletzte Runde des Jugend-Kultur-Preises und in die Endausscheidung des John-Lennon-Preises. Sie hatte 16 TV-Auftritte (Stand: Januar 2019), beispielsweise bei Menschen 2008. Von der Zeitung Rheinpfalz wurde sie als eine der „Menschen 2008“ gewählt. Sie schreibt und komponiert für Künstler wie Beatrice Egli, Glasperlenspiel, Sarah Lombardi, Vanessa Mai oder auch Voxxclub. Für das mit Gold- und Platin ausgezeichnete Album Bis hierher und viel weiter von Beatrice Egli trug sie den Titel Ich will mehr (als den Morgen danach) bei. Auf Marc Pirchers Gold-Album Laut und Leise erschien der von Kloos geschriebene Titel Comme ci comme sa. Mit den Singles Nur mit dir (Sarah + Pietro) und Wir 2 immer 1 (Vanessa Mai feat. Olexesh) erreichte Kloos die deutschen Singlecharts.

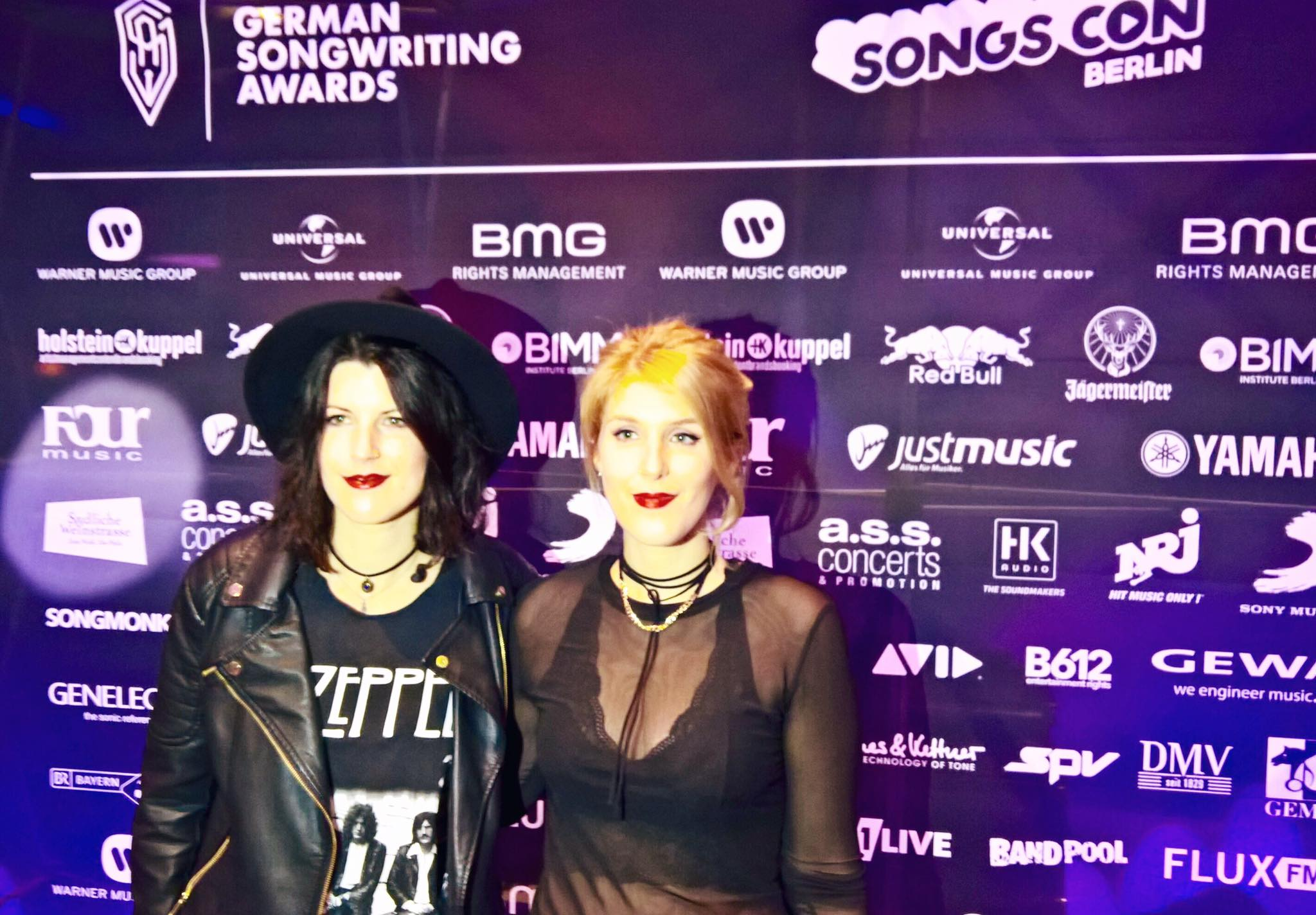
Laura und Lena Kloos bei der Verleihung des German Songwriting Awards.

Seit 2015 tritt sie zusammen mit ihrer Schwester Lena Kloos unter dem Namen Lunascope auf. Im Kinofilm Die Welt der Wunderlichs sind beide gemeinsam zu hören. Mit Color My World (Rikke Skytte) und Two Faces (Michèle) waren zwei Lieder mit Texten von ihr in der Vorentscheidung des Eurovision Song Contest 2017. Ihr Lied Und sie rennt wurde zweiter beim DSDS-Finale 2018. Im Videospiel Sims 4 ist ein Lied von Kloos mit Band dabei. Am 21. Juli 2019 trat Kloos mit Lunascope im ZDF-Fernsehgarten auf.

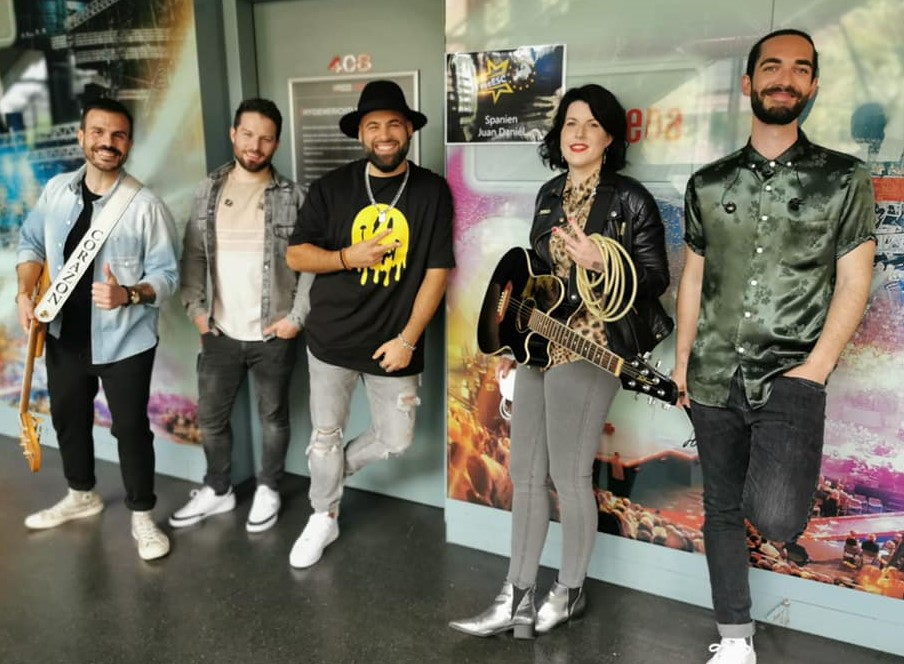
Juan Daniél und Laura Kloos mit Band

Am 15. Mai 2021 begleitete Kloos den spanischen Sänger Juan Daniél, mit der Gitarre, beim Free European Song Contest 2021. Daniél trat hierbei mit dem Titel Corazón an, bei dem Kloos auch als Koautorin mitgewirkt hat. Im Juni 2021 wurde ihre Autorenbeteiligung Vielleicht (Josh.) mit einer Goldenen Schallplatte in Österreich ausgezeichnet, die erste Plattenauszeichnungen für eine Single in der Karriere von Kloos.
Kloos wurde in Pirmasens geboren, wo sie zunächst auch wohnte. Im Alter von fünf Jahren zog sie mit ihrer Familie nach Olsbrücken bei Kaiserslautern. Heute lebt und wirkt sie in Mannheim.

## Autorenbeteiligungen

### Liste der Autorenbeteiligungen von Kloos
| Interpret/in              | Titel                                 |
| ------------------------- | ------------------------------------- |
| Adesse                    | Wasserfarben                          |
| Alexander Eder            | Lauf mich frei                        |
| Alexander Eder            | Lederjackenjunge                      |
| Allez! Allez!             | Wir schweben                          |
| Anna Loos                 | Echt und für immer                    |
| Antiheld                  | Berlin am Meer                        |
| Antiheld                  | Goldener Schuss                       |
| Beatrice Egli             | Ich will mehr (als den Morgen danach) |
| Beatrice Egli             | Spiel Satz Sieg                       |
| Fabio Knez                | Pasta, Vino, Amore                    |
| Glasperlenspiel           | Narben                                |
| Glasperlenspiel           | Tief                                  |
| Helly Luv                 | Boy Bye                               |
| Ela.                      | Schattenlos                           |
| Jeden Tag Silvester       | 16 zu 9                               |
| Jeden Tag Silvester       | Blau                                  |
| Jeden Tag Silvester       | Copperfield                           |
| Jeden Tag Silvester       | Mein Wort                             |
| Jeden Tag Silvester       | Stopp.Euphorie                        |
| Jenewein Kevin            | Bleibt für immer                      |
| Josh.                     | Vielleicht                            |
| Julia Buchner             | Für immer und jetzt                   |
| Juan Daniél               | Buenos Momentos                       |
| Juan Daniél               | Chula                                 |
| Juan Daniél               | Báilame                               |
| Juan Daniél               | Corazón                               |
| Kemi Cee                  | Boss Mom                              |
| Kemi Cee                  | Femme phänomena                       |
| Katja Aujesky             | Der See                               |
| Lunascope                 | Moonlight                             |
| Lunascope                 | Get on My Bike                        |
| Marc Pircher              | Comme çi comme ça                     |
| Mia Julia                 | Gönn dir                              |
| Mia Julia                 | Liebe                                 |
| Michel Truog              | Und sie rennt                         |
| Michèle                   | Two Faces                             |
| Miva                      | Mosaik                                |
| Nawal                     | Lava                                  |
| Neonlicht                 | Ja oder Nein                          |
| Nico Alesi                | Als ob                                |
| Rahel                     | Fairytales                            |
| Patrick Lindner           | Alles entspannt                       |
| Paola Andrea              | Mi Fuego                              |
| Picco feat. Lunascope     | Broke                                 |
| RechtEckOhneEcken         | My Future                             |
| Rikke Skytte              | Color My World                        |
| Rosanna Rocci             | Solo amore                            |
| Rosanna Rocci             | Tutto o niente                        |
| Sarah Lombardi            | Einzigartig schön                     |
| Sarah + Pietro            | Blackout                              |
| Sarah + Pietro Lombardi   | Nur mit                               |
| Sarah Lombardi            | Feuer                                 |
| Sarah Lombardi            | Labyrinth                             |
| Sarah Lombardi            | Mein Leben                            |
| Sarah Lombardi            | Miss You Love                         |
| Sarah Schiffer            | Vom Regen zum Meer                    |
| Sarah Zucker              | Ich nehm dich mit                     |
| Senta                     | Ich lass dich ziehen                  |
| Tripkid                   | Roadtrip                              |
| Thuymy                    | Why Oh Why                            |
| Vanessa Mai               | Glücksbringer                         |
| Vanessa Mai               | Love Song                             |
| Vanessa Mai feat. Olexesh | Wir 2 immer 1                         |
| Vanessa Mai               | Wo du bist                            |
| Vicky                     | Adrealin                              |
| Vincent Gross             | Herz aus Glas                         |
| Voxxclub                  | Irgendwann                            |
| Voxxclub                  | Wieder hoam                           |
| Yonii                     | Problemina                            |
| Yonii                     | Dealer                                |

### Laura Kloos als Autorin in den Charts
| Jahr | Titel Interpretation                    | Höchstplatzierung, Gesamtwochen, AuszeichnungChartplatzierungen (Jahr, Titel, Interpretation, Platzierungen, Wochen, Auszeichnungen, Anmerkungen) | Höchstplatzierung, Gesamtwochen, AuszeichnungChartplatzierungen (Jahr, Titel, Interpretation, Platzierungen, Wochen, Auszeichnungen, Anmerkungen) | Höchstplatzierung, Gesamtwochen, AuszeichnungChartplatzierungen (Jahr, Titel, Interpretation, Platzierungen, Wochen, Auszeichnungen, Anmerkungen) | Anmerkungen                           |
| Jahr | Titel Interpretation                    | DE | AT | CH | Anmerkungen                           |
| ---- | --------------------------------------- | --- | --- | --- | ------------------------------------- |
| 2016 | Nur mit dir Sarah + Pietro              | DE40 (1 Wo.)DE | AT42 (1 Wo.)AT | — | Erstveröffentlichung: 5. Februar 2016 |
| 2018 | Und sie rennt Michel Truog              | DE72 (1 Wo.)DE | — | CH18 (1 Wo.)CH | Erstveröffentlichung: 5. Mai 2018     |
| 2018 | Wir 2 immer 1 Vanessa Mai feat. Olexesh | DE33 (6 Wo.)DE | — | — | Erstveröffentlichung: 6. Juli 2018    |